# Венгейзен (Північна Голландія)
Венгейзен (нід. Veenhuizen) — село в нідерландській провінції Північна Голландія. Входить до муніципалітету Дейк-ен-Вард.

## Історія
До 1854 року мало статус окремого муніципалітету, об'єднано з Гергюговардом.
Село не є статистичною одиницею, поштове віділення розташоване у Гергюговарді. У Венгейзені приблизно 160 будинків.
З 2022 року село є частиною нової громади Дейк-ен-Вард.

## Галерея

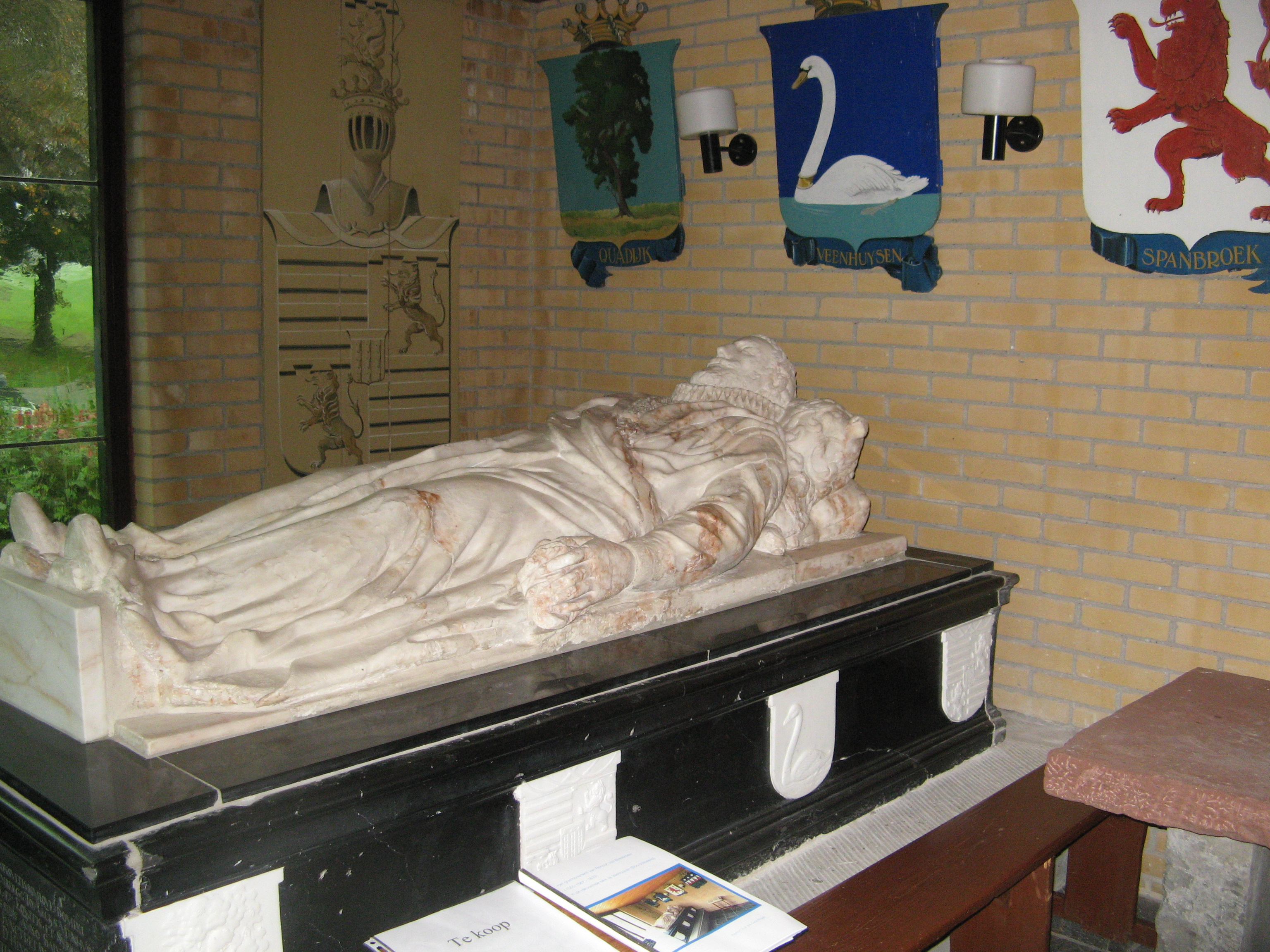
Могила Рейнауда ван Бредероде в церкві у Венгейзені
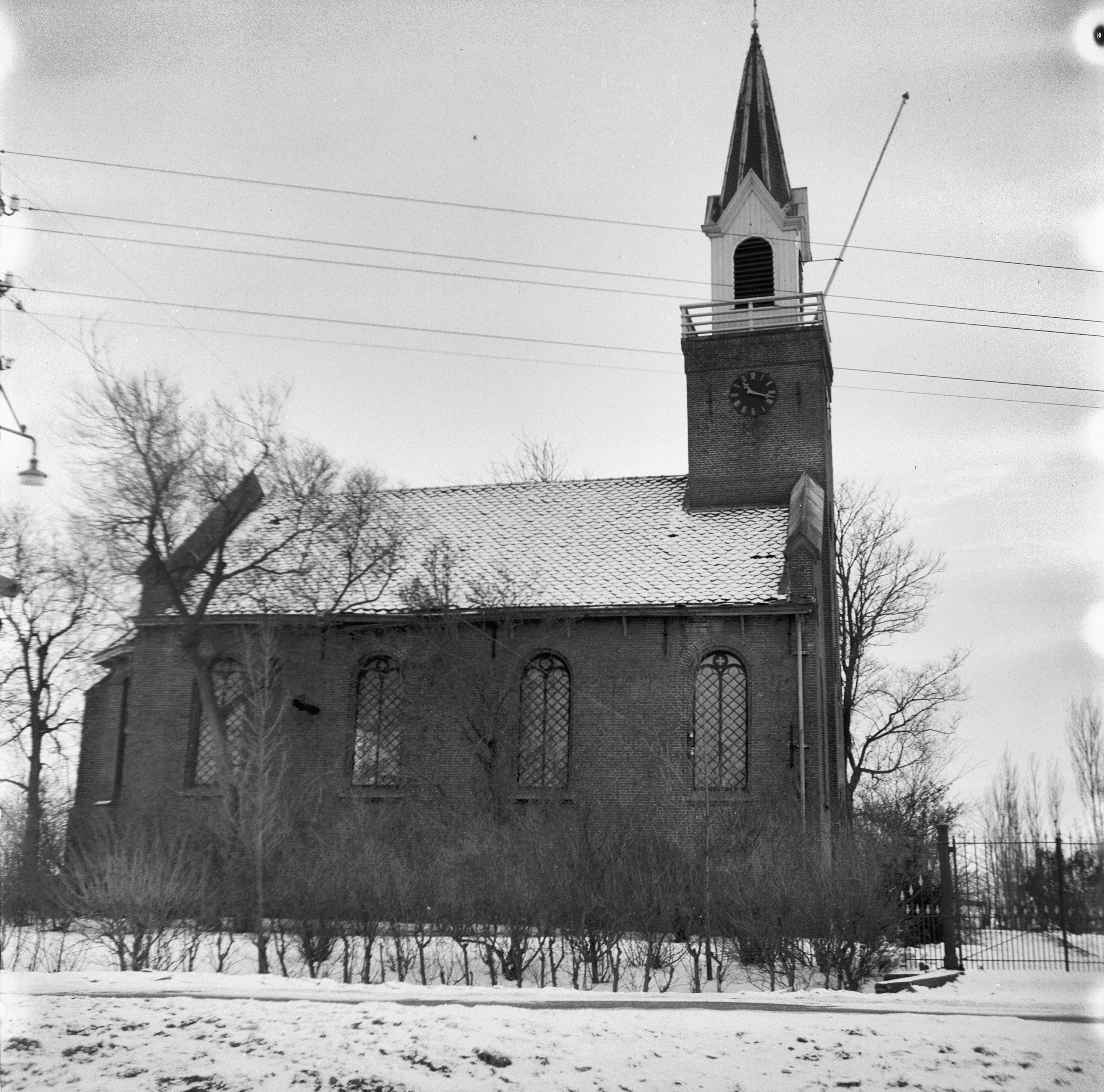
Реформістська церква